# Challenger de Shenzhen 2024
El torneo Shenzhen Luohu Challenger 2024 fue un torneo de tenis perteneció al ATP Challenger Tour 2024 en la categoría Challenger 75. Se trató de la 2ª edición; el torneo tuvo lugar en la ciudad de Shenzhen (China), desde el 22 hasta el 28 de abril de 2024 sobre pista dura al aire libre.

## Jugadores participantes del cuadro de individuales
| Preclasificado | País                                  | Jugador           | Rank1 | Posición en el torneo |
| 1              | Bandera de Australia                  | James Duckworth   | 104   | FINAL                 |
| 2              | Bandera de Australia                  | Adam Walton       | 129   | Baja                  |
| 3              | Bandera de Japón                      | Yasutaka Uchiyama | 167   | Primera ronda, retiro |
| 4              | Bandera de Sudáfrica                  | Lloyd Harris      | 171   | CAMPEÓN               |
| 5              | Bandera de Italia                     | Mattia Bellucci   | 180   | Cuartos de final      |
| 6              | Bandera de Kazajistán                 | Denis Yevseyev    | 185   | Cuartos de final      |
| 7              | Bandera de la República Popular China | Bu Yunchaokete    | 186   | Baja                  |
| 8              | Bandera de Hong Kong                  | Coleman Wong      | 188   | Segunda ronda         |
| 9              | Bandera de Australia                  | Li Tu             | 193   | Primera ronda         |

- 1 Se ha tomado en cuenta el ranking del 15 de abril de 2024.

### Otros participantes
Los siguientes jugadores recibieron una invitación (wild card), por lo tanto ingresan directamente al cuadro principal (WC):
- Sun Fajing
- Te Rigele
- Zhou Yi

Los siguientes jugadores ingresan al cuadro principal tras disputar el cuadro clasificatorio (Q):
- Ričardas Berankis
- Rémy Bertola
- Altuğ Çelikbilek
- James McCabe
- Rio Noguchi
- James Trotter

## Campeones

### Individual Masculino
- Lloyd Harris derrotó en la final a  James Duckworth por 6–3, 6–3

### Dobles Masculino
- Yuta Shimizu /  James Trotter derrotaron en la final a  Wang Aoran /  Zhou Yi por 7–6(5), 7–6(4)